# Rastorf
Rastorf est une commune allemande du Schleswig-Holstein, située dans l'arrondissement de Plön, entre Kiel et Lütjenburg, à cinq kilomètres au nord de Preetz. Rastorf fait partie de l'Amt Preetz-Land (« Preetz-campagne ») qui regroupe 17 communes entourant la ville de Preetz.